# MY HEAVEN
『MY HEAVEN』（マイヘブン）は、BIGBANGの日本メジャーデビューシングル。

## 解説
- 韓国で活動してきたBIGBANGの日本メジャーデビューシングル。
- 通常版2枚と限定版の3形態同時リリース。
- 日本デビューシングルにもかかわらず、初登場3位となった。

## 収録曲

### 限定版・通常版2
1. MY HEAVEN
  - 作詞：藤林聖子・KOMU・G-DRAGON / 作曲：DAISHI DANCE
2. Emotion
  - 作詞：KOMU・G-DRAGON / 作曲：JIMMY THORNFELDT・MOHOMBI MOUPONDO・PERRY BORJA
3. MY HEAVEN (club remix)
  - 作詞：藤林聖子・KOMU・G-DRAGON / 作曲：DAISHI DANCE

### 通常版1
1. MY HEAVEN
2. Emotion
3. Candle (Michitomo remix)
  - 作詞：RINA MOON / 作曲：JEON SEUNG WOO